# Compione
Compione (Compiòn nel dialetto della Lunigiana) è una frazione del comune di Bagnone in provincia di Massa e Carrara, in Lunigiana, a 698 metri sul livello del mare.

## Storia
A differenza delle altre frazioni del comune, questa a suo tempo comprò dal Granducato di Toscana i  monti che la circondano sino ai confini attuali con l'Emilia Romagna (Monte di Losanna - Tornini ecc.) ove d'estate portavano a suo tempo il bestiame all'alpeggio, per un totale di 385 ettari. Queste proprietà furono acquistate a suo tempo da 11 famiglie benestanti del paese, allora ben popolato ed abitato (circa 600 residenti). Tuttora, visto che negli scritti si ribadisce che le parti dovranno perennemente considerarsi indivisibil, le 11 parti vengono rappresentate da una gestione organizzata con regolare commissione di gestione.

## Struttura urbana
Il borgo è il più piccolo del bagnonese a livello di estensione, costituito com'è da un esiguo numero di case. Questo dato è legato in parte alla ubicazione del sito, nell'alta valle del Bagnone (torrente), in una zona nascosta e impervia da raggiungere a piedi, in parte alle antiche difficoltà di sussistenza montana per una popolazione troppo numerosa.
Caratteristico l'antico cimitero storico ubicato fuori dal centro abitato nonché la splendida chiesetta Cappellania dedicata a San Leonardo.

## La natura
Compione è completamente circondato da boschi di castagni, attraversati dal vicino torrente Bagnolecchia (in dialetto Banoledtja) che attraversa la lunga valle di Ronchilunghi per poi gettarsi nel fiume Bagnone all'altezza della borgata Sommovalle di Jera.
Il piccolo borgo è dominato dal Piano del Monte (933 m), montagna boscosa meglio conosciuta con il nome dialettale di Tralmont che separa il versante compionese e jerese da quello del paese di Collesino. Precisamente davanti al piccolo paesino si erge una montagna tonda che sale a circa 1000 metri conosciuta a Compione come "Stola" che lo separa dalla valle di Collesino. Attualmente è l'unica frazione del Comune di Bagnone (MS) che ha la più vasta superficie del territorio inserita nel Parco Nazionale Dell'Appennino Tosco Emiliano. Il Territorio fa parte anche di un più vasto territorio ricco per la biodiversità, riconosciuto nella Biosfera della Riserva Mab dell'UNESCO. 

## Collegamenti
Compione è raggiungibile dal centro di Bagnone guidando in direzione di Treschietto e di Jera.
La strada che attraversa il borgo di Compione è attualmente interrotta da una sbarra orizzontale posizionata a qualche centinaio di metri dal cimitero locale e dalle ultime abitazioni paesane. Successivamente alla sbarra, la strada provinciale, mai collaudata, diviene sterrata proseguendo lungo il fianco della montagna per circa 17 chilometri, con curve e tratti franosi e pericolosi, fino a raggiungere località Tornini da cui è possibile raggiungere il crinale tosco-emiliano solo dopo alcune ore di marcia, percorrendo un lungo sentiero tracciato.